# Pax Britannica
Pax Britannica (łac., dosł. pokój brytyjski) – koncepcja światowej i kolonialnej hegemonii brytyjskiej od XVIII do XIX wieku. Jej celem było uzyskanie przez imperium brytyjskie wpływu na losy świata.

## Historia

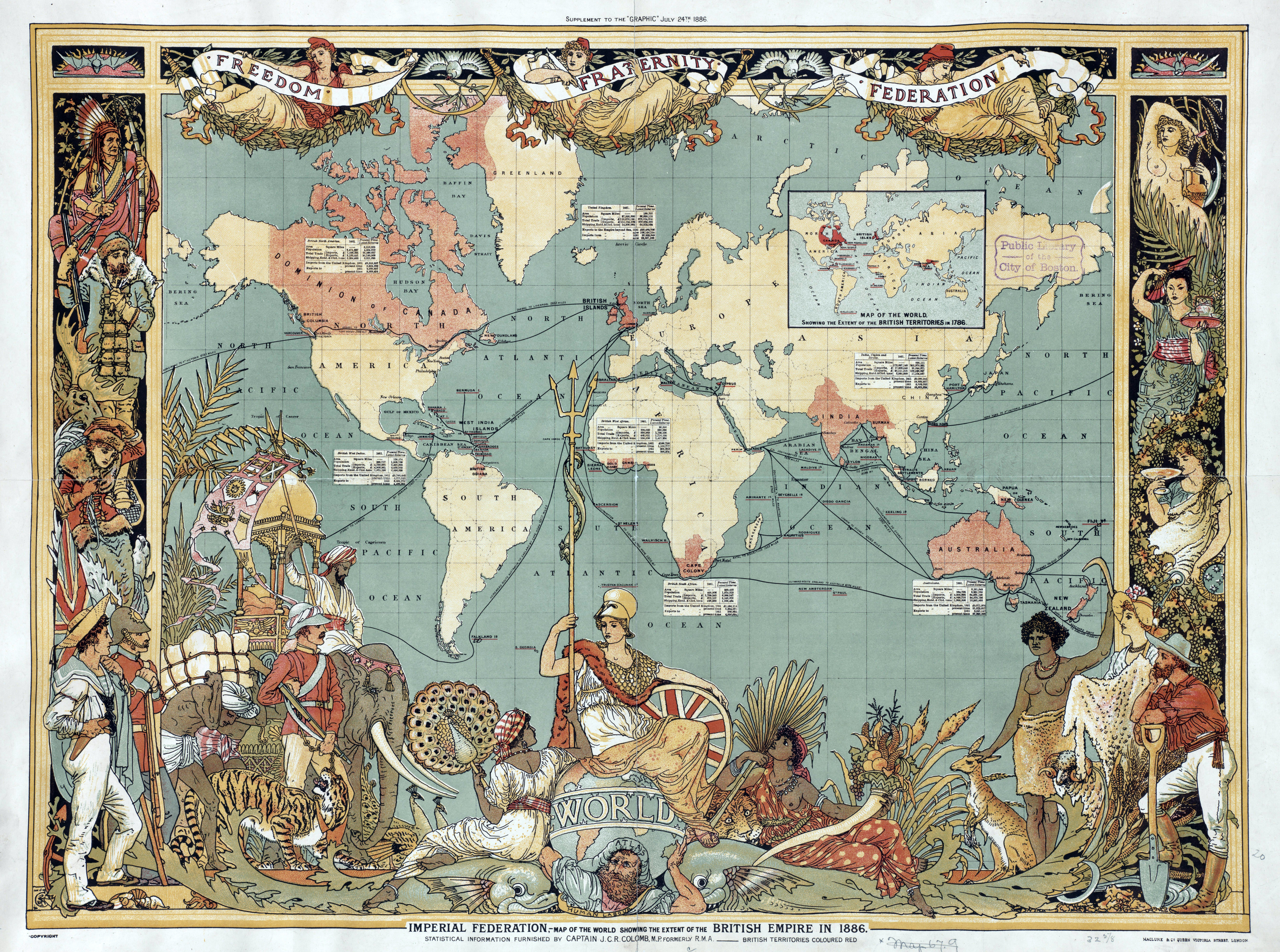
Mapa Imperium brytyjskiego z 1886 r.

Od XVI w. Anglia, a od XVIII w. Wielka Brytania konkurowała na morzach z Hiszpanią, Holandią i Francją. Za pierwszy moment osiągnięcia przez Wielką Brytanię światowej hegemonii uznać można już zwycięstwo w wojnie siedmioletniej w 1763 nad konkurencją ze strony Francji. Jednakże szybko owa Pax Britannica uległa zachwianiu, gdy zbuntowały się kolonie w Ameryce Północnej (1774) i powstały Stany Zjednoczone, a następnie na początku XIX wieku wyzwanie brytyjskiej potędze rzuciła ponownie Francja z Napoleonem Bonaparte na czele.
Dopiero pokonanie Napoleona w 1815 oznaczało zaistnienie na nowo brytyjskiej hegemonii, tym razem na dłuższy już okres. Wielka Brytania po 1815 bywa określana jako „pierwsze supermocarstwo” lub „pierwszy globalny hegemon”. Mimo to potencjalnym przeciwnikiem okazała się tym razem Rosja (Wielka Gra w Azji Centralnej).
Pax Britannica wiąże się jednak przede wszystkim z epoką wiktoriańską, którą znamionował gospodarczy i polityczny rozkwit Wielkiej Brytanii, oraz jej dojście do rangi mocarstwa dominującego w świecie, co stanowiło szczyt brytyjskiej potęgi w historii uwidaczniający się szczególnie w dominacji floty.
Brytyjski premier wicehrabia Palmerston w przemówieniu w parlamencie wygłoszonym w 1850, w związku z aferą Don Pacifico stwierdził, że tak jak w starożytności Cesarstwo Rzymskie chroniło swych obywateli zasadą „Civis Romanus sum”, tak obecnie obywatel brytyjski, gdziekolwiek by przebywał, ma prawo do obrony ze strony swojego państwa również przy użyciu siły. Dał w ten sposób do zrozumienia, że Wielka Brytania ma prawo do hegemonii na całej kuli ziemskiej; „Pax Britannica” zastąpiła więc starożytną ideę „Pax Romana”.
Kolejna proponowana data początku Pax Britannica to 1856 – zwycięstwo koalicji pod przywództwem Wielkiej Brytanii nad Rosją w wojnie krymskiej. Istotne znaczenie miało również pokonanie innego wielkiego mocarstwa lądowego pierwszej połowy XIX wieku – Chin, w wojnach opiumowych 1839-1860. Ogólnie najczęściej uznaje się, iż okres światowej hegemoni brytyjskiej przypadał na lata 1845/1850-1870/1873.
Na przełomie wieków XIX i XX rozpoczęła się era określana jako „Nowy Imperializm”. Pojawili się wtedy nowi rywale Wielkiej Brytanii – przede wszystkim Niemcy i USA na polu militarnym i gospodarczym, zaś „starzy” rywale rozwinęli ponownie ekspansję – Francja w Afryce, zaś Rosja w Azji. Za definitywny koniec brytyjskiej hegemonii przyjmuje się najczęściej wybuch I wojny światowej w 1914.
Po I wojnie światowej, kiedy główny rywal Wielkiej Brytanii – Niemcy – zostały pokonane, USA – potencjalny następca Wielkiej Brytanii w roli hegemona – powróciły do polityki izolacjonistycznej, Rosja była osłabiona na skutek rewolucji, a Francja – choć zwycięska – bardzo osłabiona wojną przyjęła strategię defensywną, Imperium brytyjskie nadal mogło odgrywać rolę „wiodącego mocarstwa światowego”, osiągając niemal 34 mln km kw powierzchni. Jednakże na przeszkodzie temu stanęły nowe wydarzenia: zrównanie brytyjskiej potęgi morskiej – podstawy dominacji w świecie – z amerykańską w Traktacie waszyngtońskim w 1922; osłabienie wewnętrznej spójności Imperium na skutek uznania niepodległości dominiów – przyznanej przez Statut Westminsterski; buntów w Indiach i Palestynie; imperialistyczne dążenia Niemiec i Japonii, które doprowadziły do II wojny światowej; oraz pojawienie się w roli nowych supermocarstw – USA i ZSRR ostatecznie zakończyło okres brytyjskiej dominacji. W 1945 to USA i ZSRR były globalnymi potęgami, a Imperium brytyjskie było w przededniu rozpadu.
Na przełomie lat 20. i 30. XX wieku kształtowała się również koncepcja Pax anglosaxonica, w myśl której oba globalne mocarstwa – Wielka Brytania i Stany Zjednoczone – sprawowałyby wspólnie hegemonię.